# Lista di asteroidi (143001-144000)
Di seguito una lista di asteroidi dal numero 143001 al 144000 con data di scoperta e scopritore.

## 143001-143100
| Nome                   | Designazione provvisoria | Data di scoperta | Scopritore     |
| ---------------------- | ------------------------ | ---------------- | -------------- |
| 143001 -               | 2002 VO101               | 11 novembre 2002 | LINEAR         |
| 143002 -               | 2002 VQ101               | 11 novembre 2002 | LINEAR         |
| 143003 -               | 2002 VC102               | 11 novembre 2002 | LINEAR         |
| 143004 -               | 2002 VD103               | 12 novembre 2002 | LINEAR         |
| 143005 -               | 2002 VG103               | 12 novembre 2002 | LINEAR         |
| 143006 -               | 2002 VK103               | 12 novembre 2002 | LINEAR         |
| 143007 -               | 2002 VO103               | 12 novembre 2002 | LINEAR         |
| 143008 -               | 2002 VQ103               | 12 novembre 2002 | LINEAR         |
| 143009 -               | 2002 VX103               | 12 novembre 2002 | LINEAR         |
| 143010 -               | 2002 VB104               | 12 novembre 2002 | LINEAR         |
| 143011 -               | 2002 VJ104               | 12 novembre 2002 | LINEAR         |
| 143012 -               | 2002 VG105               | 12 novembre 2002 | LINEAR         |
| 143013 -               | 2002 VJ106               | 12 novembre 2002 | LINEAR         |
| 143014 -               | 2002 VT106               | 12 novembre 2002 | LINEAR         |
| 143015 -               | 2002 VN108               | 12 novembre 2002 | LINEAR         |
| 143016 -               | 2002 VQ108               | 12 novembre 2002 | LINEAR         |
| 143017 -               | 2002 VW108               | 12 novembre 2002 | LINEAR         |
| 143018 -               | 2002 VA109               | 12 novembre 2002 | LINEAR         |
| 143019 -               | 2002 VC109               | 12 novembre 2002 | LINEAR         |
| 143020 -               | 2002 VF110               | 12 novembre 2002 | LINEAR         |
| 143021 -               | 2002 VG110               | 12 novembre 2002 | LINEAR         |
| 143022 -               | 2002 VO110               | 12 novembre 2002 | LINEAR         |
| 143023 -               | 2002 VV110               | 13 novembre 2002 | NEAT           |
| 143024 -               | 2002 VO112               | 13 novembre 2002 | NEAT           |
| 143025 -               | 2002 VA113               | 13 novembre 2002 | NEAT           |
| 143026 -               | 2002 VC114               | 13 novembre 2002 | NEAT           |
| 143027 -               | 2002 VN114               | 13 novembre 2002 | NEAT           |
| 143028 -               | 2002 VK115               | 11 novembre 2002 | LONEOS         |
| 143029 -               | 2002 VZ118               | 12 novembre 2002 | LINEAR         |
| 143030 -               | 2002 VD119               | 12 novembre 2002 | LINEAR         |
| 143031 -               | 2002 VH119               | 12 novembre 2002 | LINEAR         |
| 143032 -               | 2002 VO119               | 12 novembre 2002 | LINEAR         |
| 143033 -               | 2002 VN121               | 13 novembre 2002 | LINEAR         |
| 143034 -               | 2002 VQ121               | 13 novembre 2002 | LINEAR         |
| 143035 -               | 2002 VS121               | 13 novembre 2002 | NEAT           |
| 143036 -               | 2002 VT121               | 13 novembre 2002 | NEAT           |
| 143037 -               | 2002 VU121               | 13 novembre 2002 | NEAT           |
| 143038 -               | 2002 VE122               | 13 novembre 2002 | NEAT           |
| 143039 -               | 2002 VF122               | 13 novembre 2002 | NEAT           |
| 143040 -               | 2002 VX123               | 14 novembre 2002 | LINEAR         |
| 143041 -               | 2002 VB127               | 13 novembre 2002 | NEAT           |
| 143042 -               | 2002 VW127               | 14 novembre 2002 | NEAT           |
| 143043 -               | 2002 VH128               | 14 novembre 2002 | LINEAR         |
| 143044 -               | 2002 VO128               | 14 novembre 2002 | LINEAR         |
| 143045 -               | 2002 VJ129               | 6 novembre 2002  | LINEAR         |
| 143046 -               | 2002 VR131               | 5 novembre 2002  | Nyukasa        |
| 143047 -               | 2002 VW131               | 5 novembre 2002  | Nyukasa        |
| 143048 Margaretpenston | 2002 VR132               | 2 novembre 2002  | La Palma       |
| 143049 -               | 2002 VY134               | 7 novembre 2002  | LONEOS         |
| 143050 -               | 2002 VM135               | 7 novembre 2002  | LINEAR         |
| 143051 -               | 2002 WO1                 | 23 novembre 2002 | NEAT           |
| 143052 -               | 2002 WY2                 | 24 novembre 2002 | J. W. Young    |
| 143053 -               | 2002 WG3                 | 24 novembre 2002 | NEAT           |
| 143054 -               | 2002 WH5                 | 24 novembre 2002 | NEAT           |
| 143055 -               | 2002 WQ5                 | 23 novembre 2002 | NEAT           |
| 143056 -               | 2002 WB6                 | 24 novembre 2002 | NEAT           |
| 143057 -               | 2002 WO8                 | 24 novembre 2002 | NEAT           |
| 143058 -               | 2002 WT8                 | 24 novembre 2002 | NEAT           |
| 143059 -               | 2002 WQ10                | 24 novembre 2002 | NEAT           |
| 143060 -               | 2002 WF11                | 27 novembre 2002 | LONEOS         |
| 143061 -               | 2002 WH11                | 23 novembre 2002 | NEAT           |
| 143062 -               | 2002 WK11                | 26 novembre 2002 | Spacewatch     |
| 143063 -               | 2002 WZ11                | 27 novembre 2002 | LONEOS         |
| 143064 -               | 2002 WC12                | 27 novembre 2002 | LONEOS         |
| 143065 -               | 2002 WF12                | 27 novembre 2002 | LONEOS         |
| 143066 -               | 2002 WZ13                | 28 novembre 2002 | LONEOS         |
| 143067 -               | 2002 WM14                | 28 novembre 2002 | LONEOS         |
| 143068 -               | 2002 WC15                | 28 novembre 2002 | LONEOS         |
| 143069 -               | 2002 WM15                | 28 novembre 2002 | LONEOS         |
| 143070 -               | 2002 WB16                | 28 novembre 2002 | LONEOS         |
| 143071 -               | 2002 WE16                | 28 novembre 2002 | NEAT           |
| 143072 -               | 2002 WJ16                | 28 novembre 2002 | NEAT           |
| 143073 -               | 2002 WD17                | 28 novembre 2002 | NEAT           |
| 143074 -               | 2002 WK19                | 25 novembre 2002 | S. F. Hönig    |
| 143075 -               | 2002 WP20                | 29 novembre 2002 | Farpoint       |
| 143076 -               | 2002 WE21                | 24 novembre 2002 | NEAT           |
| 143077 -               | 2002 XX1                 | 1 dicembre 2002  | LINEAR         |
| 143078 -               | 2002 XM2                 | 1 dicembre 2002  | LINEAR         |
| 143079 -               | 2002 XC3                 | 1 dicembre 2002  | LINEAR         |
| 143080 -               | 2002 XQ3                 | 2 dicembre 2002  | LINEAR         |
| 143081 -               | 2002 XC5                 | 1 dicembre 2002  | LINEAR         |
| 143082 -               | 2002 XJ6                 | 1 dicembre 2002  | LINEAR         |
| 143083 -               | 2002 XV6                 | 1 dicembre 2002  | NEAT           |
| 143084 -               | 2002 XX6                 | 1 dicembre 2002  | NEAT           |
| 143085 -               | 2002 XQ7                 | 2 dicembre 2002  | LINEAR         |
| 143086 -               | 2002 XN8                 | 2 dicembre 2002  | LINEAR         |
| 143087 -               | 2002 XP9                 | 2 dicembre 2002  | LINEAR         |
| 143088 -               | 2002 XT9                 | 2 dicembre 2002  | LINEAR         |
| 143089 -               | 2002 XZ9                 | 2 dicembre 2002  | LINEAR         |
| 143090 -               | 2002 XC10                | 2 dicembre 2002  | LINEAR         |
| 143091 -               | 2002 XB13                | 3 dicembre 2002  | NEAT           |
| 143092 -               | 2002 XD13                | 3 dicembre 2002  | NEAT           |
| 143093 -               | 2002 XD14                | 5 dicembre 2002  | LINEAR         |
| 143094 -               | 2002 XA15                | 7 dicembre 2002  | W. K. Y. Yeung |
| 143095 -               | 2002 XB15                | 7 dicembre 2002  | W. K. Y. Yeung |
| 143096 -               | 2002 XJ15                | 2 dicembre 2002  | LINEAR         |
| 143097 -               | 2002 XN17                | 5 dicembre 2002  | LINEAR         |
| 143098 -               | 2002 XF18                | 5 dicembre 2002  | LINEAR         |
| 143099 -               | 2002 XW18                | 5 dicembre 2002  | LINEAR         |
| 143100 -               | 2002 XQ19                | 2 dicembre 2002  | LINEAR         |

## 143101-143200
| Nome            | Designazione provvisoria | Data di scoperta | Scopritore             |
| --------------- | ------------------------ | ---------------- | ---------------------- |
| 143101 -        | 2002 XB20                | 2 dicembre 2002  | LINEAR                 |
| 143102 -        | 2002 XS20                | 2 dicembre 2002  | LINEAR                 |
| 143103 -        | 2002 XK21                | 2 dicembre 2002  | LINEAR                 |
| 143104 -        | 2002 XL21                | 2 dicembre 2002  | LINEAR                 |
| 143105 -        | 2002 XS21                | 2 dicembre 2002  | LINEAR                 |
| 143106 -        | 2002 XN22                | 3 dicembre 2002  | NEAT                   |
| 143107 -        | 2002 XU23                | 5 dicembre 2002  | NEAT                   |
| 143108 -        | 2002 XV23                | 5 dicembre 2002  | LINEAR                 |
| 143109 -        | 2002 XL24                | 5 dicembre 2002  | LINEAR                 |
| 143110 -        | 2002 XP24                | 5 dicembre 2002  | LINEAR                 |
| 143111 -        | 2002 XS24                | 5 dicembre 2002  | LINEAR                 |
| 143112 -        | 2002 XW24                | 5 dicembre 2002  | LINEAR                 |
| 143113 -        | 2002 XJ25                | 5 dicembre 2002  | LINEAR                 |
| 143114 -        | 2002 XK26                | 3 dicembre 2002  | NEAT                   |
| 143115 -        | 2002 XG27                | 5 dicembre 2002  | LINEAR                 |
| 143116 -        | 2002 XT27                | 5 dicembre 2002  | LINEAR                 |
| 143117 -        | 2002 XZ27                | 5 dicembre 2002  | LINEAR                 |
| 143118 -        | 2002 XJ28                | 5 dicembre 2002  | LINEAR                 |
| 143119 -        | 2002 XL28                | 5 dicembre 2002  | LINEAR                 |
| 143120 -        | 2002 XQ28                | 5 dicembre 2002  | LINEAR                 |
| 143121 -        | 2002 XF29                | 5 dicembre 2002  | Spacewatch             |
| 143122 -        | 2002 XH31                | 6 dicembre 2002  | LINEAR                 |
| 143123 -        | 2002 XS31                | 6 dicembre 2002  | LINEAR                 |
| 143124 -        | 2002 XU31                | 6 dicembre 2002  | LINEAR                 |
| 143125 -        | 2002 XY31                | 6 dicembre 2002  | LINEAR                 |
| 143126 -        | 2002 XV32                | 6 dicembre 2002  | LINEAR                 |
| 143127 -        | 2002 XW32                | 6 dicembre 2002  | LINEAR                 |
| 143128 -        | 2002 XU33                | 5 dicembre 2002  | LINEAR                 |
| 143129 -        | 2002 XA34                | 5 dicembre 2002  | LINEAR                 |
| 143130 -        | 2002 XF34                | 5 dicembre 2002  | LINEAR                 |
| 143131 -        | 2002 XE35                | 7 dicembre 2002  | Spacewatch             |
| 143132 -        | 2002 XN35                | 5 dicembre 2002  | LINEAR                 |
| 143133 -        | 2002 XB36                | 5 dicembre 2002  | LINEAR                 |
| 143134 -        | 2002 XS37                | 8 dicembre 2002  | NEAT                   |
| 143135 -        | 2002 XY37                | 6 dicembre 2002  | LINEAR                 |
| 143136 -        | 2002 XC38                | 6 dicembre 2002  | LINEAR                 |
| 143137 -        | 2002 XK38                | 6 dicembre 2002  | LINEAR                 |
| 143138 -        | 2002 XU38                | 7 dicembre 2002  | LINEAR                 |
| 143139 Kučáková | 2002 XC39                | 7 dicembre 2002  | P. Pravec, P. Kušnirák |
| 143140 -        | 2002 XT39                | 10 dicembre 2002 | LINEAR                 |
| 143141 -        | 2002 XY40                | 6 dicembre 2002  | LINEAR                 |
| 143142 -        | 2002 XF41                | 6 dicembre 2002  | LINEAR                 |
| 143143 -        | 2002 XH41                | 6 dicembre 2002  | LINEAR                 |
| 143144 -        | 2002 XU41                | 6 dicembre 2002  | LINEAR                 |
| 143145 -        | 2002 XC42                | 6 dicembre 2002  | LINEAR                 |
| 143146 -        | 2002 XL42                | 6 dicembre 2002  | LINEAR                 |
| 143147 -        | 2002 XT42                | 8 dicembre 2002  | Spacewatch             |
| 143148 -        | 2002 XO43                | 6 dicembre 2002  | LINEAR                 |
| 143149 -        | 2002 XC44                | 6 dicembre 2002  | LINEAR                 |
| 143150 -        | 2002 XJ45                | 10 dicembre 2002 | LINEAR                 |
| 143151 -        | 2002 XC46                | 10 dicembre 2002 | NEAT                   |
| 143152 -        | 2002 XE48                | 10 dicembre 2002 | LINEAR                 |
| 143153 -        | 2002 XV48                | 10 dicembre 2002 | LINEAR                 |
| 143154 -        | 2002 XA50                | 10 dicembre 2002 | LINEAR                 |
| 143155 -        | 2002 XS50                | 10 dicembre 2002 | LINEAR                 |
| 143156 -        | 2002 XC51                | 10 dicembre 2002 | LINEAR                 |
| 143157 -        | 2002 XN51                | 10 dicembre 2002 | LINEAR                 |
| 143158 -        | 2002 XO54                | 10 dicembre 2002 | NEAT                   |
| 143159 -        | 2002 XR54                | 10 dicembre 2002 | NEAT                   |
| 143160 -        | 2002 XP55                | 10 dicembre 2002 | NEAT                   |
| 143161 -        | 2002 XA56                | 8 dicembre 2002  | NEAT                   |
| 143162 -        | 2002 XQ57                | 10 dicembre 2002 | NEAT                   |
| 143163 -        | 2002 XY57                | 11 dicembre 2002 | LINEAR                 |
| 143164 -        | 2002 XF58                | 11 dicembre 2002 | LINEAR                 |
| 143165 -        | 2002 XO58                | 11 dicembre 2002 | LINEAR                 |
| 143166 -        | 2002 XZ59                | 10 dicembre 2002 | LINEAR                 |
| 143167 -        | 2002 XC60                | 10 dicembre 2002 | LINEAR                 |
| 143168 -        | 2002 XO62                | 11 dicembre 2002 | LINEAR                 |
| 143169 -        | 2002 XZ62                | 11 dicembre 2002 | LINEAR                 |
| 143170 -        | 2002 XJ64                | 11 dicembre 2002 | LINEAR                 |
| 143171 -        | 2002 XH65                | 12 dicembre 2002 | LINEAR                 |
| 143172 -        | 2002 XA67                | 10 dicembre 2002 | Spacewatch             |
| 143173 -        | 2002 XF67                | 10 dicembre 2002 | NEAT                   |
| 143174 -        | 2002 XD68                | 11 dicembre 2002 | NEAT                   |
| 143175 -        | 2002 XJ68                | 12 dicembre 2002 | NEAT                   |
| 143176 -        | 2002 XB73                | 11 dicembre 2002 | LINEAR                 |
| 143177 -        | 2002 XF73                | 11 dicembre 2002 | LINEAR                 |
| 143178 -        | 2002 XN73                | 11 dicembre 2002 | LINEAR                 |
| 143179 -        | 2002 XB74                | 11 dicembre 2002 | LINEAR                 |
| 143180 -        | 2002 XE75                | 11 dicembre 2002 | LINEAR                 |
| 143181 -        | 2002 XU75                | 11 dicembre 2002 | LINEAR                 |
| 143182 -        | 2002 XL76                | 11 dicembre 2002 | LINEAR                 |
| 143183 -        | 2002 XE77                | 11 dicembre 2002 | LINEAR                 |
| 143184 -        | 2002 XK77                | 11 dicembre 2002 | LINEAR                 |
| 143185 -        | 2002 XS77                | 11 dicembre 2002 | LINEAR                 |
| 143186 -        | 2002 XP78                | 11 dicembre 2002 | LINEAR                 |
| 143187 -        | 2002 XT78                | 11 dicembre 2002 | LINEAR                 |
| 143188 -        | 2002 XW78                | 11 dicembre 2002 | LINEAR                 |
| 143189 -        | 2002 XB79                | 11 dicembre 2002 | LINEAR                 |
| 143190 -        | 2002 XQ80                | 11 dicembre 2002 | LINEAR                 |
| 143191 -        | 2002 XO81                | 11 dicembre 2002 | LINEAR                 |
| 143192 -        | 2002 XB83                | 13 dicembre 2002 | NEAT                   |
| 143193 -        | 2002 XV83                | 13 dicembre 2002 | NEAT                   |
| 143194 -        | 2002 XT84                | 11 dicembre 2002 | NEAT                   |
| 143195 -        | 2002 XW84                | 14 dicembre 2002 | LINEAR                 |
| 143196 -        | 2002 XE85                | 11 dicembre 2002 | LINEAR                 |
| 143197 -        | 2002 XL86                | 11 dicembre 2002 | LINEAR                 |
| 143198 -        | 2002 XH87                | 11 dicembre 2002 | LINEAR                 |
| 143199 -        | 2002 XJ87                | 11 dicembre 2002 | LINEAR                 |
| 143200 -        | 2002 XV87                | 12 dicembre 2002 | NEAT                   |

## 143201-143300
| Nome     | Designazione provvisoria | Data di scoperta | Scopritore     |
| -------- | ------------------------ | ---------------- | -------------- |
| 143201 - | 2002 XC88                | 12 dicembre 2002 | NEAT           |
| 143202 - | 2002 XS89                | 14 dicembre 2002 | LINEAR         |
| 143203 - | 2002 XX89                | 14 dicembre 2002 | LINEAR         |
| 143204 - | 2002 XF90                | 14 dicembre 2002 | LINEAR         |
| 143205 - | 2002 XQ92                | 5 dicembre 2002  | M. W. Buie     |
| 143206 - | 2002 XS92                | 5 dicembre 2002  | M. W. Buie     |
| 143207 - | 2002 XD101               | 5 dicembre 2002  | LINEAR         |
| 143208 - | 2002 XG101               | 5 dicembre 2002  | LINEAR         |
| 143209 - | 2002 XR105               | 5 dicembre 2002  | LINEAR         |
| 143210 - | 2002 XE107               | 5 dicembre 2002  | LINEAR         |
| 143211 - | 2002 XO109               | 6 dicembre 2002  | LINEAR         |
| 143212 - | 2002 YG                  | 27 dicembre 2002 | LONEOS         |
| 143213 - | 2002 YS                  | 27 dicembre 2002 | LONEOS         |
| 143214 - | 2002 YY                  | 27 dicembre 2002 | LONEOS         |
| 143215 - | 2002 YE1                 | 27 dicembre 2002 | LONEOS         |
| 143216 - | 2002 YP1                 | 27 dicembre 2002 | LONEOS         |
| 143217 - | 2002 YA3                 | 28 dicembre 2002 | Ametlla de Mar |
| 143218 - | 2002 YL3                 | 27 dicembre 2002 | LONEOS         |
| 143219 - | 2002 YY3                 | 28 dicembre 2002 | LINEAR         |
| 143220 - | 2002 YY4                 | 28 dicembre 2002 | LINEAR         |
| 143221 - | 2002 YL6                 | 28 dicembre 2002 | LONEOS         |
| 143222 - | 2002 YB10                | 31 dicembre 2002 | LINEAR         |
| 143223 - | 2002 YN11                | 30 dicembre 2002 | LINEAR         |
| 143224 - | 2002 YX12                | 31 dicembre 2002 | LINEAR         |
| 143225 - | 2002 YF13                | 31 dicembre 2002 | LINEAR         |
| 143226 - | 2002 YA16                | 31 dicembre 2002 | LINEAR         |
| 143227 - | 2002 YK17                | 31 dicembre 2002 | LINEAR         |
| 143228 - | 2002 YV17                | 31 dicembre 2002 | LINEAR         |
| 143229 - | 2002 YY17                | 31 dicembre 2002 | LINEAR         |
| 143230 - | 2002 YK18                | 31 dicembre 2002 | LINEAR         |
| 143231 - | 2002 YO18                | 31 dicembre 2002 | LINEAR         |
| 143232 - | 2002 YU19                | 31 dicembre 2002 | LINEAR         |
| 143233 - | 2002 YK20                | 31 dicembre 2002 | LINEAR         |
| 143234 - | 2002 YT20                | 31 dicembre 2002 | LINEAR         |
| 143235 - | 2002 YZ20                | 31 dicembre 2002 | LINEAR         |
| 143236 - | 2002 YA21                | 31 dicembre 2002 | LINEAR         |
| 143237 - | 2002 YB21                | 31 dicembre 2002 | LINEAR         |
| 143238 - | 2002 YF21                | 31 dicembre 2002 | LINEAR         |
| 143239 - | 2002 YC22                | 31 dicembre 2002 | LINEAR         |
| 143240 - | 2002 YC24                | 31 dicembre 2002 | LINEAR         |
| 143241 - | 2002 YV24                | 31 dicembre 2002 | LINEAR         |
| 143242 - | 2002 YM25                | 31 dicembre 2002 | LINEAR         |
| 143243 - | 2002 YA26                | 31 dicembre 2002 | LINEAR         |
| 143244 - | 2002 YJ26                | 31 dicembre 2002 | LINEAR         |
| 143245 - | 2002 YG27                | 31 dicembre 2002 | LINEAR         |
| 143246 - | 2002 YK27                | 31 dicembre 2002 | LINEAR         |
| 143247 - | 2002 YJ28                | 31 dicembre 2002 | LINEAR         |
| 143248 - | 2002 YS28                | 31 dicembre 2002 | LINEAR         |
| 143249 - | 2002 YP29                | 31 dicembre 2002 | LINEAR         |
| 143250 - | 2002 YU30                | 31 dicembre 2002 | LINEAR         |
| 143251 - | 2002 YY30                | 31 dicembre 2002 | LINEAR         |
| 143252 - | 2002 YG31                | 31 dicembre 2002 | LINEAR         |
| 143253 - | 2002 YL31                | 31 dicembre 2002 | LINEAR         |
| 143254 - | 2002 YL35                | 31 dicembre 2002 | LINEAR         |
| 143255 - | 2002 YV35                | 31 dicembre 2002 | LINEAR         |
| 143256 - | 2002 YZ35                | 31 dicembre 2002 | LINEAR         |
| 143257 - | 2003 AE                  | 1 gennaio 2003   | LINEAR         |
| 143258 - | 2003 AU1                 | 2 gennaio 2003   | LINEAR         |
| 143259 - | 2003 AO2                 | 2 gennaio 2003   | LINEAR         |
| 143260 - | 2003 AA6                 | 1 gennaio 2003   | LINEAR         |
| 143261 - | 2003 AB7                 | 2 gennaio 2003   | LINEAR         |
| 143262 - | 2003 AF7                 | 2 gennaio 2003   | LINEAR         |
| 143263 - | 2003 AQ7                 | 2 gennaio 2003   | LINEAR         |
| 143264 - | 2003 AW9                 | 4 gennaio 2003   | Spacewatch     |
| 143265 - | 2003 AN10                | 1 gennaio 2003   | LINEAR         |
| 143266 - | 2003 AF11                | 1 gennaio 2003   | LINEAR         |
| 143267 - | 2003 AJ11                | 1 gennaio 2003   | LINEAR         |
| 143268 - | 2003 AA12                | 1 gennaio 2003   | LINEAR         |
| 143269 - | 2003 AK12                | 1 gennaio 2003   | LINEAR         |
| 143270 - | 2003 AG13                | 1 gennaio 2003   | LINEAR         |
| 143271 - | 2003 AF14                | 2 gennaio 2003   | LINEAR         |
| 143272 - | 2003 AN14                | 2 gennaio 2003   | LINEAR         |
| 143273 - | 2003 AB15                | 2 gennaio 2003   | LONEOS         |
| 143274 - | 2003 AU15                | 4 gennaio 2003   | LINEAR         |
| 143275 - | 2003 AJ16                | 1 gennaio 2003   | LINEAR         |
| 143276 - | 2003 AA18                | 5 gennaio 2003   | LONEOS         |
| 143277 - | 2003 AG19                | 4 gennaio 2003   | LONEOS         |
| 143278 - | 2003 AK21                | 5 gennaio 2003   | LINEAR         |
| 143279 - | 2003 AW24                | 4 gennaio 2003   | LINEAR         |
| 143280 - | 2003 AB25                | 4 gennaio 2003   | LINEAR         |
| 143281 - | 2003 AJ25                | 4 gennaio 2003   | LINEAR         |
| 143282 - | 2003 AL25                | 4 gennaio 2003   | LINEAR         |
| 143283 - | 2003 AX25                | 4 gennaio 2003   | LINEAR         |
| 143284 - | 2003 AA26                | 4 gennaio 2003   | LINEAR         |
| 143285 - | 2003 AS26                | 4 gennaio 2003   | LINEAR         |
| 143286 - | 2003 AT29                | 4 gennaio 2003   | LINEAR         |
| 143287 - | 2003 AL30                | 4 gennaio 2003   | LINEAR         |
| 143288 - | 2003 AK33                | 5 gennaio 2003   | LINEAR         |
| 143289 - | 2003 AL33                | 5 gennaio 2003   | LINEAR         |
| 143290 - | 2003 AW33                | 5 gennaio 2003   | Spacewatch     |
| 143291 - | 2003 AZ33                | 5 gennaio 2003   | LINEAR         |
| 143292 - | 2003 AO34                | 7 gennaio 2003   | LINEAR         |
| 143293 - | 2003 AS34                | 7 gennaio 2003   | LINEAR         |
| 143294 - | 2003 AV34                | 7 gennaio 2003   | LINEAR         |
| 143295 - | 2003 AA35                | 7 gennaio 2003   | LINEAR         |
| 143296 - | 2003 AF36                | 7 gennaio 2003   | LINEAR         |
| 143297 - | 2003 AU37                | 7 gennaio 2003   | LINEAR         |
| 143298 - | 2003 AW38                | 7 gennaio 2003   | LINEAR         |
| 143299 - | 2003 AC39                | 7 gennaio 2003   | LINEAR         |
| 143300 - | 2003 AD39                | 7 gennaio 2003   | LINEAR         |

## 143301-143400
| Nome     | Designazione provvisoria | Data di scoperta | Scopritore                  |
| -------- | ------------------------ | ---------------- | --------------------------- |
| 143301 - | 2003 AO39                | 7 gennaio 2003   | LINEAR                      |
| 143302 - | 2003 AZ39                | 7 gennaio 2003   | LINEAR                      |
| 143303 - | 2003 AF40                | 7 gennaio 2003   | LINEAR                      |
| 143304 - | 2003 AU40                | 7 gennaio 2003   | LINEAR                      |
| 143305 - | 2003 AD41                | 7 gennaio 2003   | LINEAR                      |
| 143306 - | 2003 AE41                | 7 gennaio 2003   | LINEAR                      |
| 143307 - | 2003 AK41                | 7 gennaio 2003   | LINEAR                      |
| 143308 - | 2003 AQ41                | 7 gennaio 2003   | LINEAR                      |
| 143309 - | 2003 AM42                | 7 gennaio 2003   | LINEAR                      |
| 143310 - | 2003 AV42                | 5 gennaio 2003   | LINEAR                      |
| 143311 - | 2003 AW45                | 5 gennaio 2003   | LINEAR                      |
| 143312 - | 2003 AB47                | 5 gennaio 2003   | LINEAR                      |
| 143313 - | 2003 AC47                | 5 gennaio 2003   | LINEAR                      |
| 143314 - | 2003 AL47                | 5 gennaio 2003   | LINEAR                      |
| 143315 - | 2003 AQ48                | 5 gennaio 2003   | LINEAR                      |
| 143316 - | 2003 AY48                | 5 gennaio 2003   | LINEAR                      |
| 143317 - | 2003 AS51                | 5 gennaio 2003   | LINEAR                      |
| 143318 - | 2003 AQ53                | 5 gennaio 2003   | LINEAR                      |
| 143319 - | 2003 AV54                | 5 gennaio 2003   | LINEAR                      |
| 143320 - | 2003 AY56                | 5 gennaio 2003   | LINEAR                      |
| 143321 - | 2003 AP57                | 5 gennaio 2003   | LINEAR                      |
| 143322 - | 2003 AV57                | 5 gennaio 2003   | LINEAR                      |
| 143323 - | 2003 AE58                | 5 gennaio 2003   | LINEAR                      |
| 143324 - | 2003 AO60                | 7 gennaio 2003   | LINEAR                      |
| 143325 - | 2003 AX61                | 7 gennaio 2003   | LINEAR                      |
| 143326 - | 2003 AL62                | 8 gennaio 2003   | LINEAR                      |
| 143327 - | 2003 AV63                | 8 gennaio 2003   | LINEAR                      |
| 143328 - | 2003 AD64                | 7 gennaio 2003   | LINEAR                      |
| 143329 - | 2003 AP64                | 7 gennaio 2003   | LINEAR                      |
| 143330 - | 2003 AL65                | 7 gennaio 2003   | LINEAR                      |
| 143331 - | 2003 AN65                | 7 gennaio 2003   | LINEAR                      |
| 143332 - | 2003 AD66                | 7 gennaio 2003   | LINEAR                      |
| 143333 - | 2003 AJ66                | 7 gennaio 2003   | LINEAR                      |
| 143334 - | 2003 AK70                | 10 gennaio 2003  | LINEAR                      |
| 143335 - | 2003 AA72                | 10 gennaio 2003  | LINEAR                      |
| 143336 - | 2003 AV73                | 10 gennaio 2003  | LINEAR                      |
| 143337 - | 2003 AW73                | 10 gennaio 2003  | LINEAR                      |
| 143338 - | 2003 AX73                | 10 gennaio 2003  | LINEAR                      |
| 143339 - | 2003 AZ73                | 10 gennaio 2003  | LINEAR                      |
| 143340 - | 2003 AC74                | 10 gennaio 2003  | LINEAR                      |
| 143341 - | 2003 AV75                | 10 gennaio 2003  | LINEAR                      |
| 143342 - | 2003 AW75                | 10 gennaio 2003  | LINEAR                      |
| 143343 - | 2003 AH76                | 10 gennaio 2003  | LINEAR                      |
| 143344 - | 2003 AT77                | 10 gennaio 2003  | LINEAR                      |
| 143345 - | 2003 AF78                | 10 gennaio 2003  | LINEAR                      |
| 143346 - | 2003 AS78                | 10 gennaio 2003  | Spacewatch                  |
| 143347 - | 2003 AR80                | 11 gennaio 2003  | LINEAR                      |
| 143348 - | 2003 AE81                | 12 gennaio 2003  | LONEOS                      |
| 143349 - | 2003 AG81                | 10 gennaio 2003  | LINEAR                      |
| 143350 - | 2003 AW81                | 12 gennaio 2003  | LONEOS                      |
| 143351 - | 2003 AD84                | 11 gennaio 2003  | Spacewatch                  |
| 143352 - | 2003 AB85                | 7 gennaio 2003   | Deep Lens Survey            |
| 143353 - | 2003 AP86                | 1 gennaio 2003   | LINEAR                      |
| 143354 - | 2003 AS87                | 1 gennaio 2003   | LINEAR                      |
| 143355 - | 2003 AD88                | 2 gennaio 2003   | LINEAR                      |
| 143356 - | 2003 AK92                | 7 gennaio 2003   | LINEAR                      |
| 143357 - | 2003 AS92                | 10 gennaio 2003  | Goodricke-Pigott            |
| 143358 - | 2003 BF                  | 18 gennaio 2003  | NEAT                        |
| 143359 - | 2003 BV                  | 24 gennaio 2003  | NEAT                        |
| 143360 - | 2003 BB2                 | 25 gennaio 2003  | LONEOS                      |
| 143361 - | 2003 BP2                 | 26 gennaio 2003  | Spacewatch                  |
| 143362 - | 2003 BC6                 | 23 gennaio 2003  | Uppsala-DLR Asteroid Survey |
| 143363 - | 2003 BK6                 | 24 gennaio 2003  | NEAT                        |
| 143364 - | 2003 BL6                 | 24 gennaio 2003  | NEAT                        |
| 143365 - | 2003 BH7                 | 25 gennaio 2003  | LONEOS                      |
| 143366 - | 2003 BL7                 | 25 gennaio 2003  | NEAT                        |
| 143367 - | 2003 BA8                 | 26 gennaio 2003  | NEAT                        |
| 143368 - | 2003 BT8                 | 26 gennaio 2003  | LONEOS                      |
| 143369 - | 2003 BB9                 | 26 gennaio 2003  | LONEOS                      |
| 143370 - | 2003 BJ9                 | 26 gennaio 2003  | NEAT                        |
| 143371 - | 2003 BN10                | 26 gennaio 2003  | LONEOS                      |
| 143372 - | 2003 BB11                | 26 gennaio 2003  | LONEOS                      |
| 143373 - | 2003 BK12                | 26 gennaio 2003  | LONEOS                      |
| 143374 - | 2003 BE13                | 26 gennaio 2003  | NEAT                        |
| 143375 - | 2003 BG13                | 26 gennaio 2003  | NEAT                        |
| 143376 - | 2003 BB15                | 26 gennaio 2003  | NEAT                        |
| 143377 - | 2003 BD15                | 26 gennaio 2003  | NEAT                        |
| 143378 - | 2003 BU16                | 26 gennaio 2003  | NEAT                        |
| 143379 - | 2003 BA18                | 27 gennaio 2003  | LINEAR                      |
| 143380 - | 2003 BH19                | 26 gennaio 2003  | LONEOS                      |
| 143381 - | 2003 BC21                | 27 gennaio 2003  | NEAT                        |
| 143382 - | 2003 BT21                | 27 gennaio 2003  | LONEOS                      |
| 143383 - | 2003 BR24                | 25 gennaio 2003  | NEAT                        |
| 143384 - | 2003 BZ24                | 25 gennaio 2003  | NEAT                        |
| 143385 - | 2003 BR25                | 26 gennaio 2003  | NEAT                        |
| 143386 - | 2003 BY25                | 26 gennaio 2003  | NEAT                        |
| 143387 - | 2003 BG26                | 26 gennaio 2003  | NEAT                        |
| 143388 - | 2003 BN26                | 26 gennaio 2003  | NEAT                        |
| 143389 - | 2003 BK27                | 26 gennaio 2003  | LONEOS                      |
| 143390 - | 2003 BN27                | 26 gennaio 2003  | LONEOS                      |
| 143391 - | 2003 BM28                | 26 gennaio 2003  | NEAT                        |
| 143392 - | 2003 BT28                | 27 gennaio 2003  | LONEOS                      |
| 143393 - | 2003 BX28                | 27 gennaio 2003  | LINEAR                      |
| 143394 - | 2003 BG29                | 27 gennaio 2003  | LONEOS                      |
| 143395 - | 2003 BU29                | 27 gennaio 2003  | LINEAR                      |
| 143396 - | 2003 BP30                | 27 gennaio 2003  | LINEAR                      |
| 143397 - | 2003 BC32                | 27 gennaio 2003  | NEAT                        |
| 143398 - | 2003 BE34                | 25 gennaio 2003  | A. Boattini, H. Scholl      |
| 143399 - | 2003 BU34                | 27 gennaio 2003  | LONEOS                      |
| 143400 - | 2003 BX34                | 27 gennaio 2003  | LINEAR                      |

## 143401-143500
| Nome     | Designazione provvisoria | Data di scoperta | Scopritore   |
| -------- | ------------------------ | ---------------- | ------------ |
| 143401 - | 2003 BF37                | 28 gennaio 2003  | Spacewatch   |
| 143402 - | 2003 BL42                | 28 gennaio 2003  | LINEAR       |
| 143403 - | 2003 BT42                | 29 gennaio 2003  | NEAT         |
| 143404 - | 2003 BD44                | 30 gennaio 2003  | LONEOS       |
| 143405 - | 2003 BE44                | 26 gennaio 2003  | NEAT         |
| 143406 - | 2003 BV44                | 27 gennaio 2003  | LONEOS       |
| 143407 - | 2003 BJ45                | 28 gennaio 2003  | NEAT         |
| 143408 - | 2003 BS45                | 29 gennaio 2003  | Spacewatch   |
| 143409 - | 2003 BQ46                | 28 gennaio 2003  | LINEAR       |
| 143410 - | 2003 BJ47                | 30 gennaio 2003  | LINEAR       |
| 143411 - | 2003 BS48                | 26 gennaio 2003  | LONEOS       |
| 143412 - | 2003 BV48                | 26 gennaio 2003  | Spacewatch   |
| 143413 - | 2003 BF49                | 26 gennaio 2003  | NEAT         |
| 143414 - | 2003 BQ50                | 27 gennaio 2003  | LINEAR       |
| 143415 - | 2003 BF51                | 27 gennaio 2003  | LINEAR       |
| 143416 - | 2003 BG51                | 27 gennaio 2003  | LINEAR       |
| 143417 - | 2003 BN52                | 27 gennaio 2003  | LINEAR       |
| 143418 - | 2003 BA53                | 27 gennaio 2003  | LONEOS       |
| 143419 - | 2003 BQ53                | 27 gennaio 2003  | LONEOS       |
| 143420 - | 2003 BQ55                | 28 gennaio 2003  | Spacewatch   |
| 143421 - | 2003 BG56                | 28 gennaio 2003  | NEAT         |
| 143422 - | 2003 BJ56                | 28 gennaio 2003  | NEAT         |
| 143423 - | 2003 BL56                | 28 gennaio 2003  | NEAT         |
| 143424 - | 2003 BB57                | 27 gennaio 2003  | LINEAR       |
| 143425 - | 2003 BG57                | 27 gennaio 2003  | LINEAR       |
| 143426 - | 2003 BR57                | 27 gennaio 2003  | LINEAR       |
| 143427 - | 2003 BF58                | 27 gennaio 2003  | LINEAR       |
| 143428 - | 2003 BV58                | 27 gennaio 2003  | LINEAR       |
| 143429 - | 2003 BW58                | 27 gennaio 2003  | LINEAR       |
| 143430 - | 2003 BF60                | 27 gennaio 2003  | LINEAR       |
| 143431 - | 2003 BC62                | 28 gennaio 2003  | NEAT         |
| 143432 - | 2003 BU62                | 28 gennaio 2003  | NEAT         |
| 143433 - | 2003 BX62                | 28 gennaio 2003  | NEAT         |
| 143434 - | 2003 BY62                | 28 gennaio 2003  | LINEAR       |
| 143435 - | 2003 BD64                | 29 gennaio 2003  | NEAT         |
| 143436 - | 2003 BX66                | 30 gennaio 2003  | LONEOS       |
| 143437 - | 2003 BY66                | 30 gennaio 2003  | LONEOS       |
| 143438 - | 2003 BB67                | 30 gennaio 2003  | NEAT         |
| 143439 - | 2003 BM67                | 27 gennaio 2003  | LONEOS       |
| 143440 - | 2003 BV70                | 31 gennaio 2003  | Spacewatch   |
| 143441 - | 2003 BM72                | 28 gennaio 2003  | NEAT         |
| 143442 - | 2003 BK73                | 29 gennaio 2003  | LINEAR       |
| 143443 - | 2003 BV73                | 29 gennaio 2003  | NEAT         |
| 143444 - | 2003 BO74                | 29 gennaio 2003  | NEAT         |
| 143445 - | 2003 BV74                | 29 gennaio 2003  | NEAT         |
| 143446 - | 2003 BY75                | 29 gennaio 2003  | NEAT         |
| 143447 - | 2003 BO78                | 31 gennaio 2003  | LINEAR       |
| 143448 - | 2003 BY78                | 31 gennaio 2003  | NEAT         |
| 143449 - | 2003 BG79                | 31 gennaio 2003  | LONEOS       |
| 143450 - | 2003 BU79                | 31 gennaio 2003  | LINEAR       |
| 143451 - | 2003 BR80                | 31 gennaio 2003  | LINEAR       |
| 143452 - | 2003 BX81                | 31 gennaio 2003  | LINEAR       |
| 143453 - | 2003 BO82                | 31 gennaio 2003  | LINEAR       |
| 143454 - | 2003 BB83                | 31 gennaio 2003  | LINEAR       |
| 143455 - | 2003 BL83                | 31 gennaio 2003  | LINEAR       |
| 143456 - | 2003 BU83                | 31 gennaio 2003  | LINEAR       |
| 143457 - | 2003 BM85                | 31 gennaio 2003  | J. W. Kessel |
| 143458 - | 2003 BF86                | 24 gennaio 2003  | La Silla     |
| 143459 - | 2003 BG88                | 27 gennaio 2003  | LINEAR       |
| 143460 - | 2003 BQ88                | 27 gennaio 2003  | LINEAR       |
| 143461 - | 2003 BK89                | 28 gennaio 2003  | LINEAR       |
| 143462 - | 2003 BN89                | 28 gennaio 2003  | LINEAR       |
| 143463 - | 2003 BG90                | 28 gennaio 2003  | LINEAR       |
| 143464 - | 2003 BB91                | 31 gennaio 2003  | LINEAR       |
| 143465 - | 2003 CT                  | 1 febbraio 2003  | NEAT         |
| 143466 - | 2003 CW2                 | 2 febbraio 2003  | LINEAR       |
| 143467 - | 2003 CH3                 | 2 febbraio 2003  | LINEAR       |
| 143468 - | 2003 CP3                 | 1 febbraio 2003  | NEAT         |
| 143469 - | 2003 CZ3                 | 3 febbraio 2003  | NEAT         |
| 143470 - | 2003 CZ4                 | 1 febbraio 2003  | LINEAR       |
| 143471 - | 2003 CT5                 | 1 febbraio 2003  | LINEAR       |
| 143472 - | 2003 CJ6                 | 1 febbraio 2003  | LINEAR       |
| 143473 - | 2003 CR6                 | 1 febbraio 2003  | LINEAR       |
| 143474 - | 2003 CX6                 | 1 febbraio 2003  | LINEAR       |
| 143475 - | 2003 CB8                 | 1 febbraio 2003  | LINEAR       |
| 143476 - | 2003 CB9                 | 2 febbraio 2003  | LONEOS       |
| 143477 - | 2003 CC10                | 2 febbraio 2003  | NEAT         |
| 143478 - | 2003 CJ10                | 2 febbraio 2003  | LINEAR       |
| 143479 - | 2003 CP10                | 3 febbraio 2003  | NEAT         |
| 143480 - | 2003 CU10                | 3 febbraio 2003  | LONEOS       |
| 143481 - | 2003 CB11                | 3 febbraio 2003  | NEAT         |
| 143482 - | 2003 CU12                | 2 febbraio 2003  | NEAT         |
| 143483 - | 2003 CF13                | 3 febbraio 2003  | NEAT         |
| 143484 - | 2003 CY13                | 3 febbraio 2003  | Spacewatch   |
| 143485 - | 2003 CV14                | 3 febbraio 2003  | NEAT         |
| 143486 - | 2003 CJ15                | 4 febbraio 2003  | LONEOS       |
| 143487 - | 2003 CR20                | 11 febbraio 2003 | NEAT         |
| 143488 - | 2003 CX21                | 3 febbraio 2003  | LINEAR       |
| 143489 - | 2003 DS                  | 21 febbraio 2003 | NEAT         |
| 143490 - | 2003 DL3                 | 22 febbraio 2003 | NEAT         |
| 143491 - | 2003 DO3                 | 22 febbraio 2003 | NEAT         |
| 143492 - | 2003 DP4                 | 22 febbraio 2003 | Kleť         |
| 143493 - | 2003 DF5                 | 19 febbraio 2003 | NEAT         |
| 143494 - | 2003 DB8                 | 22 febbraio 2003 | NEAT         |
| 143495 - | 2003 DW9                 | 24 febbraio 2003 | T. Pauwels   |
| 143496 - | 2003 DU10                | 26 febbraio 2003 | CINEOS       |
| 143497 - | 2003 DB11                | 23 febbraio 2003 | Spacewatch   |
| 143498 - | 2003 DJ12                | 25 febbraio 2003 | CINEOS       |
| 143499 - | 2003 DQ12                | 26 febbraio 2003 | CINEOS       |
| 143500 - | 2003 DU13                | 25 febbraio 2003 | NEAT         |

## 143501-143600
| Nome             | Designazione provvisoria | Data di scoperta | Scopritore                 |
| ---------------- | ------------------------ | ---------------- | -------------------------- |
| 143501 -         | 2003 DY13                | 26 febbraio 2003 | NEAT                       |
| 143502 -         | 2003 DS14                | 25 febbraio 2003 | NEAT                       |
| 143503 -         | 2003 DC15                | 26 febbraio 2003 | LINEAR                     |
| 143504 -         | 2003 DL17                | 22 febbraio 2003 | J. W. Kessel               |
| 143505 -         | 2003 DM17                | 22 febbraio 2003 | J. W. Kessel               |
| 143506 -         | 2003 DO17                | 22 febbraio 2003 | J. W. Kessel               |
| 143507 -         | 2003 DL20                | 22 febbraio 2003 | NEAT                       |
| 143508 -         | 2003 DJ22                | 24 febbraio 2003 | J. Dellinger, W. G. Dillon |
| 143509 -         | 2003 EG1                 | 5 marzo 2003     | LINEAR                     |
| 143510 -         | 2003 EN4                 | 6 marzo 2003     | W. K. Y. Yeung             |
| 143511 -         | 2003 EZ5                 | 6 marzo 2003     | LONEOS                     |
| 143512 -         | 2003 ED7                 | 6 marzo 2003     | LONEOS                     |
| 143513 -         | 2003 EH7                 | 6 marzo 2003     | LONEOS                     |
| 143514 -         | 2003 EN8                 | 6 marzo 2003     | LONEOS                     |
| 143515 -         | 2003 EX8                 | 6 marzo 2003     | LINEAR                     |
| 143516 -         | 2003 EP9                 | 6 marzo 2003     | LONEOS                     |
| 143517 -         | 2003 ES9                 | 6 marzo 2003     | LONEOS                     |
| 143518 -         | 2003 ED10                | 6 marzo 2003     | LONEOS                     |
| 143519 -         | 2003 EV11                | 6 marzo 2003     | LINEAR                     |
| 143520 -         | 2003 EJ12                | 6 marzo 2003     | LINEAR                     |
| 143521 -         | 2003 EY12                | 6 marzo 2003     | LINEAR                     |
| 143522 -         | 2003 EG13                | 6 marzo 2003     | NEAT                       |
| 143523 -         | 2003 EH13                | 6 marzo 2003     | NEAT                       |
| 143524 -         | 2003 ET13                | 6 marzo 2003     | NEAT                       |
| 143525 -         | 2003 EZ14                | 7 marzo 2003     | LINEAR                     |
| 143526 -         | 2003 EG15                | 7 marzo 2003     | LINEAR                     |
| 143527 -         | 2003 EN16                | 8 marzo 2003     | Spacewatch                 |
| 143528 -         | 2003 ET18                | 6 marzo 2003     | LONEOS                     |
| 143529 -         | 2003 EU18                | 6 marzo 2003     | LONEOS                     |
| 143530 -         | 2003 EE19                | 6 marzo 2003     | LONEOS                     |
| 143531 -         | 2003 EC20                | 6 marzo 2003     | LONEOS                     |
| 143532 -         | 2003 EK20                | 6 marzo 2003     | LONEOS                     |
| 143533 -         | 2003 ER20                | 6 marzo 2003     | LONEOS                     |
| 143534 -         | 2003 EC21                | 6 marzo 2003     | LONEOS                     |
| 143535 -         | 2003 EZ22                | 6 marzo 2003     | LINEAR                     |
| 143536 -         | 2003 EZ23                | 6 marzo 2003     | LINEAR                     |
| 143537 -         | 2003 EV24                | 6 marzo 2003     | LINEAR                     |
| 143538 -         | 2003 EG25                | 6 marzo 2003     | LONEOS                     |
| 143539 -         | 2003 EN25                | 6 marzo 2003     | LONEOS                     |
| 143540 -         | 2003 ED27                | 6 marzo 2003     | LONEOS                     |
| 143541 -         | 2003 EL27                | 6 marzo 2003     | LINEAR                     |
| 143542 -         | 2003 EC30                | 6 marzo 2003     | NEAT                       |
| 143543 -         | 2003 EW30                | 6 marzo 2003     | NEAT                       |
| 143544 -         | 2003 EX30                | 6 marzo 2003     | NEAT                       |
| 143545 -         | 2003 EA31                | 6 marzo 2003     | NEAT                       |
| 143546 -         | 2003 EG31                | 6 marzo 2003     | NEAT                       |
| 143547 -         | 2003 ES31                | 7 marzo 2003     | LINEAR                     |
| 143548 -         | 2003 ER35                | 7 marzo 2003     | LINEAR                     |
| 143549 -         | 2003 EU36                | 8 marzo 2003     | LONEOS                     |
| 143550 -         | 2003 EC37                | 8 marzo 2003     | LONEOS                     |
| 143551 -         | 2003 EH37                | 8 marzo 2003     | LONEOS                     |
| 143552 -         | 2003 ET37                | 8 marzo 2003     | LONEOS                     |
| 143553 -         | 2003 EG38                | 8 marzo 2003     | LONEOS                     |
| 143554 -         | 2003 ED39                | 8 marzo 2003     | LINEAR                     |
| 143555 -         | 2003 EH39                | 8 marzo 2003     | LINEAR                     |
| 143556 -         | 2003 ED40                | 8 marzo 2003     | Spacewatch                 |
| 143557 -         | 2003 ER40                | 8 marzo 2003     | LONEOS                     |
| 143558 -         | 2003 ET42                | 9 marzo 2003     | Spacewatch                 |
| 143559 -         | 2003 ET43                | 6 marzo 2003     | LINEAR                     |
| 143560 -         | 2003 EV44                | 7 marzo 2003     | LONEOS                     |
| 143561 -         | 2003 EP45                | 7 marzo 2003     | LINEAR                     |
| 143562 -         | 2003 EZ45                | 7 marzo 2003     | LINEAR                     |
| 143563 -         | 2003 EQ46                | 8 marzo 2003     | LONEOS                     |
| 143564 -         | 2003 ER47                | 9 marzo 2003     | LONEOS                     |
| 143565 -         | 2003 EW48                | 9 marzo 2003     | LINEAR                     |
| 143566 -         | 2003 EP51                | 9 marzo 2003     | LINEAR                     |
| 143567 -         | 2003 ET51                | 10 marzo 2003    | LONEOS                     |
| 143568 -         | 2003 EX52                | 8 marzo 2003     | LINEAR                     |
| 143569 -         | 2003 EB53                | 8 marzo 2003     | LONEOS                     |
| 143570 -         | 2003 ER53                | 9 marzo 2003     | LINEAR                     |
| 143571 -         | 2003 EX57                | 9 marzo 2003     | LINEAR                     |
| 143572 -         | 2003 ET58                | 10 marzo 2003    | LINEAR                     |
| 143573 -         | 2003 EU58                | 11 marzo 2003    | NEAT                       |
| 143574 -         | 2003 EC59                | 11 marzo 2003    | LINEAR                     |
| 143575 -         | 2003 EB60                | 12 marzo 2003    | B. L. Stevens              |
| 143576 -         | 2003 FS1                 | 24 marzo 2003    | LINEAR                     |
| 143577 -         | 2003 FG2                 | 23 marzo 2003    | M. Ory                     |
| 143578 -         | 2003 FA5                 | 24 marzo 2003    | H. Mikuž, S. Matičič       |
| 143579 Dérimiksa | 2003 FE7                 | 28 marzo 2003    | K. Sárneczky               |
| 143580 -         | 2003 FO9                 | 21 marzo 2003    | NEAT                       |
| 143581 -         | 2003 FV12                | 23 marzo 2003    | Spacewatch                 |
| 143582 -         | 2003 FQ13                | 23 marzo 2003    | Spacewatch                 |
| 143583 -         | 2003 FY13                | 23 marzo 2003    | Spacewatch                 |
| 143584 -         | 2003 FS23                | 23 marzo 2003    | Spacewatch                 |
| 143585 -         | 2003 FF24                | 23 marzo 2003    | Spacewatch                 |
| 143586 -         | 2003 FD26                | 24 marzo 2003    | Spacewatch                 |
| 143587 -         | 2003 FY28                | 24 marzo 2003    | NEAT                       |
| 143588 -         | 2003 FN45                | 24 marzo 2003    | Spacewatch                 |
| 143589 -         | 2003 FJ46                | 24 marzo 2003    | Spacewatch                 |
| 143590 -         | 2003 FU50                | 25 marzo 2003    | NEAT                       |
| 143591 -         | 2003 FF51                | 25 marzo 2003    | NEAT                       |
| 143592 -         | 2003 FS52                | 25 marzo 2003    | NEAT                       |
| 143593 -         | 2003 FG61                | 26 marzo 2003    | NEAT                       |
| 143594 -         | 2003 FD62                | 26 marzo 2003    | Spacewatch                 |
| 143595 -         | 2003 FL62                | 26 marzo 2003    | NEAT                       |
| 143596 -         | 2003 FN62                | 26 marzo 2003    | Spacewatch                 |
| 143597 -         | 2003 FZ65                | 26 marzo 2003    | Spacewatch                 |
| 143598 -         | 2003 FV75                | 27 marzo 2003    | NEAT                       |
| 143599 -         | 2003 FM78                | 27 marzo 2003    | Spacewatch                 |
| 143600 -         | 2003 FW78                | 27 marzo 2003    | LINEAR                     |

## 143601-143700
| Nome               | Designazione provvisoria | Data di scoperta  | Scopritore                  |
| ------------------ | ------------------------ | ----------------- | --------------------------- |
| 143601 -           | 2003 FZ78                | 27 marzo 2003     | LINEAR                      |
| 143602 -           | 2003 FW81                | 27 marzo 2003     | LINEAR                      |
| 143603 -           | 2003 FM89                | 29 marzo 2003     | LONEOS                      |
| 143604 -           | 2003 FK91                | 29 marzo 2003     | LONEOS                      |
| 143605 -           | 2003 FP91                | 29 marzo 2003     | LONEOS                      |
| 143606 -           | 2003 FZ92                | 29 marzo 2003     | LONEOS                      |
| 143607 -           | 2003 FD94                | 29 marzo 2003     | LONEOS                      |
| 143608 -           | 2003 FD112               | 31 marzo 2003     | LINEAR                      |
| 143609 -           | 2003 FL114               | 31 marzo 2003     | LINEAR                      |
| 143610 -           | 2003 FA117               | 24 marzo 2003     | Spacewatch                  |
| 143611 -           | 2003 FP117               | 25 marzo 2003     | NEAT                        |
| 143612 -           | 2003 FQ120               | 24 marzo 2003     | Spacewatch                  |
| 143613 -           | 2003 FD121               | 25 marzo 2003     | LONEOS                      |
| 143614 -           | 2003 GO2                 | 1 aprile 2003     | LINEAR                      |
| 143615 -           | 2003 GK4                 | 1 aprile 2003     | LINEAR                      |
| 143616 -           | 2003 GA11                | 1 aprile 2003     | LINEAR                      |
| 143617 -           | 2003 GH12                | 1 aprile 2003     | LINEAR                      |
| 143618 -           | 2003 GQ28                | 7 aprile 2003     | T. Pauwels                  |
| 143619 -           | 2003 GC49                | 9 aprile 2003     | Spacewatch                  |
| 143620 -           | 2003 GM50                | 4 aprile 2003     | NEAT                        |
| 143621 -           | 2003 GE55                | 4 aprile 2003     | Spacewatch                  |
| 143622 Robertbloch | 2003 HG                  | 22 aprile 2003    | M. Ory                      |
| 143623 -           | 2003 HJ3                 | 24 aprile 2003    | LONEOS                      |
| 143624 -           | 2003 HM16                | 27 aprile 2003    | LINEAR                      |
| 143625 -           | 2003 HJ26                | 25 aprile 2003    | LONEOS                      |
| 143626 -           | 2003 HU27                | 25 aprile 2003    | CINEOS                      |
| 143627 -           | 2003 HJ28                | 26 aprile 2003    | NEAT                        |
| 143628 -           | 2003 HG31                | 26 aprile 2003    | Spacewatch                  |
| 143629 -           | 2003 HS32                | 29 aprile 2003    | LINEAR                      |
| 143630 -           | 2003 HA33                | 29 aprile 2003    | LONEOS                      |
| 143631 -           | 2003 HS35                | 27 aprile 2003    | LINEAR                      |
| 143632 -           | 2003 HA37                | 26 aprile 2003    | NEAT                        |
| 143633 -           | 2003 HX53                | 22 aprile 2003    | W. Bickel                   |
| 143634 -           | 2003 HR54                | 24 aprile 2003    | NEAT                        |
| 143635 -           | 2003 HU54                | 24 aprile 2003    | NEAT                        |
| 143636 -           | 2003 KO19                | 30 maggio 2003    | LONEOS                      |
| 143637 -           | 2003 LP6                 | 12 giugno 2003    | LINEAR                      |
| 143638 -           | 2003 MU8                 | 28 giugno 2003    | LINEAR                      |
| 143639 -           | 2003 MK9                 | 30 giugno 2003    | LINEAR                      |
| 143640 -           | 2003 NR4                 | 5 luglio 2003     | LINEAR                      |
| 143641 Sapello     | 2003 NK5                 | 5 luglio 2003     | W. H. Ryan, C. T. Martinez  |
| 143642 -           | 2003 NV6                 | 7 luglio 2003     | J. Broughton                |
| 143643 -           | 2003 NP7                 | 7 luglio 2003     | NEAT                        |
| 143644 -           | 2003 OE3                 | 23 luglio 2003    | D. Polishook                |
| 143645 -           | 2003 OP4                 | 22 luglio 2003    | NEAT                        |
| 143646 -           | 2003 OO7                 | 25 luglio 2003    | NEAT                        |
| 143647 -           | 2003 OZ13                | 27 luglio 2003    | NEAT                        |
| 143648 -           | 2003 QP17                | 22 agosto 2003    | NEAT                        |
| 143649 -           | 2003 QQ47                | 24 agosto 2003    | LINEAR                      |
| 143650 -           | 2003 QZ61                | 23 agosto 2003    | LINEAR                      |
| 143651 -           | 2003 QO104               | 31 agosto 2003    | NEAT                        |
| 143652 -           | 2003 RW12                | 14 settembre 2003 | NEAT                        |
| 143653 -           | 2003 RT13                | 15 settembre 2003 | NEAT                        |
| 143654 -           | 2003 SH11                | 17 settembre 2003 | LINEAR                      |
| 143655 -           | 2003 SE18                | 16 settembre 2003 | Spacewatch                  |
| 143656 -           | 2003 SJ39                | 16 settembre 2003 | NEAT                        |
| 143657 -           | 2003 SA45                | 16 settembre 2003 | LONEOS                      |
| 143658 -           | 2003 SB45                | 16 settembre 2003 | LONEOS                      |
| 143659 -           | 2003 SR55                | 16 settembre 2003 | LONEOS                      |
| 143660 -           | 2003 SJ70                | 17 settembre 2003 | Spacewatch                  |
| 143661 -           | 2003 SM73                | 18 settembre 2003 | Spacewatch                  |
| 143662 -           | 2003 SP84                | 20 settembre 2003 | LINEAR                      |
| 143663 -           | 2003 SW88                | 18 settembre 2003 | LONEOS                      |
| 143664 -           | 2003 SM93                | 18 settembre 2003 | Spacewatch                  |
| 143665 -           | 2003 SP98                | 19 settembre 2003 | Spacewatch                  |
| 143666 -           | 2003 SR109               | 20 settembre 2003 | Spacewatch                  |
| 143667 -           | 2003 SQ125               | 19 settembre 2003 | LINEAR                      |
| 143668 -           | 2003 SF128               | 20 settembre 2003 | LINEAR                      |
| 143669 -           | 2003 SO140               | 19 settembre 2003 | NEAT                        |
| 143670 -           | 2003 SJ145               | 20 settembre 2003 | CINEOS                      |
| 143671 -           | 2003 SW151               | 18 settembre 2003 | NEAT                        |
| 143672 -           | 2003 SN155               | 19 settembre 2003 | LONEOS                      |
| 143673 -           | 2003 SO195               | 20 settembre 2003 | NEAT                        |
| 143674 -           | 2003 SB210               | 25 settembre 2003 | NEAT                        |
| 143675 -           | 2003 SJ214               | 26 settembre 2003 | W. K. Y. Yeung              |
| 143676 -           | 2003 SK214               | 26 settembre 2003 | W. K. Y. Yeung              |
| 143677 -           | 2003 SW220               | 29 settembre 2003 | W. K. Y. Yeung              |
| 143678 -           | 2003 SA224               | 30 settembre 2003 | LINEAR                      |
| 143679 -           | 2003 SK236               | 26 settembre 2003 | LINEAR                      |
| 143680 -           | 2003 SU242               | 27 settembre 2003 | Spacewatch                  |
| 143681 -           | 2003 SX255               | 27 settembre 2003 | Spacewatch                  |
| 143682 -           | 2003 SQ266               | 29 settembre 2003 | LINEAR                      |
| 143683 -           | 2003 SV280               | 18 settembre 2003 | NEAT                        |
| 143684 -           | 2003 SS293               | 27 settembre 2003 | LINEAR                      |
| 143685 -           | 2003 SS317               | 25 settembre 2003 | Mauna Kea                   |
| 143686 -           | 2003 TW11                | 14 ottobre 2003   | LONEOS                      |
| 143687 -           | 2003 TP18                | 15 ottobre 2003   | LONEOS                      |
| 143688 -           | 2003 TH30                | 1 ottobre 2003    | Spacewatch                  |
| 143689 -           | 2003 UQ9                 | 19 ottobre 2003   | Spacewatch                  |
| 143690 -           | 2003 UK13                | 16 ottobre 2003   | Spacewatch                  |
| 143691 -           | 2003 UQ15                | 16 ottobre 2003   | LONEOS                      |
| 143692 -           | 2003 UF20                | 21 ottobre 2003   | LINEAR                      |
| 143693 -           | 2003 UM21                | 19 ottobre 2003   | LONEOS                      |
| 143694 -           | 2003 UK24                | 22 ottobre 2003   | Spacewatch                  |
| 143695 -           | 2003 UQ40                | 16 ottobre 2003   | LONEOS                      |
| 143696 -           | 2003 UU40                | 16 ottobre 2003   | LONEOS                      |
| 143697 -           | 2003 UP44                | 18 ottobre 2003   | Spacewatch                  |
| 143698 -           | 2003 UB55                | 18 ottobre 2003   | NEAT                        |
| 143699 -           | 2003 UN55                | 18 ottobre 2003   | NEAT                        |
| 143700 -           | 2003 UF57                | 26 ottobre 2003   | Uppsala-DLR Asteroid Survey |

## 143701-143800
| Nome              | Designazione provvisoria | Data di scoperta | Scopritore |
| ----------------- | ------------------------ | ---------------- | ---------- |
| 143701 -          | 2003 UV79                | 19 ottobre 2003  | NEAT       |
| 143702 -          | 2003 UG91                | 20 ottobre 2003  | LINEAR     |
| 143703 -          | 2003 UQ101               | 20 ottobre 2003  | LINEAR     |
| 143704 -          | 2003 UV109               | 19 ottobre 2003  | NEAT       |
| 143705 -          | 2003 UR115               | 20 ottobre 2003  | NEAT       |
| 143706 -          | 2003 UG117               | 21 ottobre 2003  | LINEAR     |
| 143707 -          | 2003 UY117               | 22 ottobre 2003  | Spacewatch |
| 143708 -          | 2003 UV126               | 20 ottobre 2003  | NEAT       |
| 143709 -          | 2003 UM132               | 19 ottobre 2003  | NEAT       |
| 143710 -          | 2003 UG134               | 20 ottobre 2003  | NEAT       |
| 143711 -          | 2003 UR136               | 21 ottobre 2003  | LINEAR     |
| 143712 -          | 2003 UD142               | 18 ottobre 2003  | LONEOS     |
| 143713 -          | 2003 UF143               | 18 ottobre 2003  | LONEOS     |
| 143714 -          | 2003 UL158               | 20 ottobre 2003  | Spacewatch |
| 143715 -          | 2003 UT158               | 20 ottobre 2003  | Spacewatch |
| 143716 -          | 2003 UM164               | 21 ottobre 2003  | LINEAR     |
| 143717 -          | 2003 UF165               | 21 ottobre 2003  | NEAT       |
| 143718 -          | 2003 UX167               | 22 ottobre 2003  | LINEAR     |
| 143719 -          | 2003 UU177               | 21 ottobre 2003  | NEAT       |
| 143720 -          | 2003 US182               | 21 ottobre 2003  | NEAT       |
| 143721 -          | 2003 UB184               | 21 ottobre 2003  | NEAT       |
| 143722 -          | 2003 UM188               | 22 ottobre 2003  | LINEAR     |
| 143723 -          | 2003 UW199               | 21 ottobre 2003  | LINEAR     |
| 143724 -          | 2003 UJ200               | 21 ottobre 2003  | LINEAR     |
| 143725 -          | 2003 UX200               | 21 ottobre 2003  | LINEAR     |
| 143726 -          | 2003 UG201               | 21 ottobre 2003  | LINEAR     |
| 143727 -          | 2003 UB204               | 21 ottobre 2003  | Spacewatch |
| 143728 -          | 2003 UE206               | 22 ottobre 2003  | LINEAR     |
| 143729 -          | 2003 UX209               | 23 ottobre 2003  | LONEOS     |
| 143730 -          | 2003 UJ211               | 23 ottobre 2003  | Spacewatch |
| 143731 -          | 2003 UH213               | 23 ottobre 2003  | NEAT       |
| 143732 -          | 2003 UD217               | 21 ottobre 2003  | LINEAR     |
| 143733 -          | 2003 UB220               | 21 ottobre 2003  | LINEAR     |
| 143734 -          | 2003 UK222               | 22 ottobre 2003  | LINEAR     |
| 143735 -          | 2003 US223               | 22 ottobre 2003  | LINEAR     |
| 143736 -          | 2003 UM226               | 22 ottobre 2003  | Spacewatch |
| 143737 -          | 2003 UJ236               | 22 ottobre 2003  | NEAT       |
| 143738 -          | 2003 UK239               | 24 ottobre 2003  | LINEAR     |
| 143739 -          | 2003 UB246               | 24 ottobre 2003  | LINEAR     |
| 143740 -          | 2003 UF247               | 24 ottobre 2003  | LINEAR     |
| 143741 -          | 2003 UX248               | 25 ottobre 2003  | LINEAR     |
| 143742 -          | 2003 UZ250               | 25 ottobre 2003  | LINEAR     |
| 143743 -          | 2003 UJ253               | 27 ottobre 2003  | LINEAR     |
| 143744 -          | 2003 UD258               | 25 ottobre 2003  | LINEAR     |
| 143745 -          | 2003 UC259               | 25 ottobre 2003  | LINEAR     |
| 143746 -          | 2003 UD259               | 25 ottobre 2003  | LINEAR     |
| 143747 -          | 2003 UQ259               | 25 ottobre 2003  | LINEAR     |
| 143748 -          | 2003 UA262               | 26 ottobre 2003  | Spacewatch |
| 143749 -          | 2003 UR266               | 28 ottobre 2003  | LINEAR     |
| 143750 Shyamkumar | 2003 UJ288               | 23 ottobre 2003  | M. W. Buie |
| 143751 -          | 2003 US292               | 24 ottobre 2003  | M. W. Buie |
| 143752 -          | 2003 VJ1                 | 5 novembre 2003  | LINEAR     |
| 143753 -          | 2003 VN8                 | 15 novembre 2003 | NEAT       |
| 143754 -          | 2003 VB11                | 15 novembre 2003 | NEAT       |
| 143755 -          | 2003 VG11                | 15 novembre 2003 | NEAT       |
| 143756 -          | 2003 WF4                 | 16 novembre 2003 | CSS        |
| 143757 -          | 2003 WX5                 | 18 novembre 2003 | NEAT       |
| 143758 -          | 2003 WY10                | 18 novembre 2003 | NEAT       |
| 143759 -          | 2003 WC11                | 18 novembre 2003 | NEAT       |
| 143760 -          | 2003 WX11                | 18 novembre 2003 | NEAT       |
| 143761 -          | 2003 WS22                | 16 novembre 2003 | CSS        |
| 143762 -          | 2003 WJ29                | 18 novembre 2003 | Spacewatch |
| 143763 -          | 2003 WQ29                | 18 novembre 2003 | Spacewatch |
| 143764 -          | 2003 WS30                | 18 novembre 2003 | Spacewatch |
| 143765 -          | 2003 WP31                | 18 novembre 2003 | NEAT       |
| 143766 -          | 2003 WZ33                | 19 novembre 2003 | Spacewatch |
| 143767 -          | 2003 WZ35                | 19 novembre 2003 | CSS        |
| 143768 -          | 2003 WH36                | 19 novembre 2003 | Spacewatch |
| 143769 -          | 2003 WM37                | 19 novembre 2003 | LINEAR     |
| 143770 -          | 2003 WR37                | 19 novembre 2003 | LINEAR     |
| 143771 -          | 2003 WS39                | 19 novembre 2003 | Spacewatch |
| 143772 -          | 2003 WF41                | 19 novembre 2003 | Spacewatch |
| 143773 -          | 2003 WY42                | 16 novembre 2003 | CSS        |
| 143774 -          | 2003 WF43                | 18 novembre 2003 | CSS        |
| 143775 -          | 2003 WR57                | 18 novembre 2003 | Spacewatch |
| 143776 -          | 2003 WG59                | 18 novembre 2003 | Spacewatch |
| 143777 -          | 2003 WL66                | 19 novembre 2003 | Spacewatch |
| 143778 -          | 2003 WG67                | 19 novembre 2003 | Spacewatch |
| 143779 -          | 2003 WN67                | 19 novembre 2003 | Spacewatch |
| 143780 -          | 2003 WT67                | 19 novembre 2003 | Spacewatch |
| 143781 -          | 2003 WE68                | 19 novembre 2003 | Spacewatch |
| 143782 -          | 2003 WU68                | 19 novembre 2003 | Spacewatch |
| 143783 -          | 2003 WC74                | 20 novembre 2003 | LINEAR     |
| 143784 -          | 2003 WU74                | 20 novembre 2003 | LINEAR     |
| 143785 -          | 2003 WR76                | 19 novembre 2003 | Spacewatch |
| 143786 -          | 2003 WZ90                | 18 novembre 2003 | Spacewatch |
| 143787 -          | 2003 WO91                | 18 novembre 2003 | NEAT       |
| 143788 -          | 2003 WL92                | 18 novembre 2003 | NEAT       |
| 143789 -          | 2003 WR92                | 19 novembre 2003 | LONEOS     |
| 143790 -          | 2003 WE96                | 19 novembre 2003 | LONEOS     |
| 143791 -          | 2003 WT103               | 21 novembre 2003 | LINEAR     |
| 143792 -          | 2003 WL104               | 21 novembre 2003 | LINEAR     |
| 143793 -          | 2003 WQ104               | 21 novembre 2003 | LINEAR     |
| 143794 -          | 2003 WY104               | 21 novembre 2003 | LINEAR     |
| 143795 -          | 2003 WO105               | 21 novembre 2003 | LINEAR     |
| 143796 -          | 2003 WP107               | 23 novembre 2003 | LINEAR     |
| 143797 -          | 2003 WA112               | 20 novembre 2003 | LINEAR     |
| 143798 -          | 2003 WC113               | 20 novembre 2003 | LINEAR     |
| 143799 -          | 2003 WJ113               | 20 novembre 2003 | LINEAR     |
| 143800 -          | 2003 WM115               | 20 novembre 2003 | LINEAR     |

## 143801-143900
| Nome     | Designazione provvisoria | Data di scoperta | Scopritore |
| -------- | ------------------------ | ---------------- | ---------- |
| 143801 - | 2003 WR116               | 20 novembre 2003 | LINEAR     |
| 143802 - | 2003 WV117               | 20 novembre 2003 | LINEAR     |
| 143803 - | 2003 WA119               | 20 novembre 2003 | LINEAR     |
| 143804 - | 2003 WE119               | 20 novembre 2003 | LINEAR     |
| 143805 - | 2003 WZ122               | 20 novembre 2003 | LINEAR     |
| 143806 - | 2003 WD123               | 20 novembre 2003 | LINEAR     |
| 143807 - | 2003 WY126               | 20 novembre 2003 | LINEAR     |
| 143808 - | 2003 WG127               | 20 novembre 2003 | LINEAR     |
| 143809 - | 2003 WN127               | 20 novembre 2003 | LINEAR     |
| 143810 - | 2003 WR127               | 20 novembre 2003 | LINEAR     |
| 143811 - | 2003 WE130               | 21 novembre 2003 | LINEAR     |
| 143812 - | 2003 WW131               | 19 novembre 2003 | LONEOS     |
| 143813 - | 2003 WO136               | 21 novembre 2003 | LINEAR     |
| 143814 - | 2003 WP136               | 21 novembre 2003 | LINEAR     |
| 143815 - | 2003 WR136               | 21 novembre 2003 | LINEAR     |
| 143816 - | 2003 WC137               | 21 novembre 2003 | LINEAR     |
| 143817 - | 2003 WJ137               | 21 novembre 2003 | LINEAR     |
| 143818 - | 2003 WF138               | 21 novembre 2003 | LINEAR     |
| 143819 - | 2003 WJ138               | 21 novembre 2003 | LINEAR     |
| 143820 - | 2003 WS139               | 21 novembre 2003 | LINEAR     |
| 143821 - | 2003 WR141               | 21 novembre 2003 | LINEAR     |
| 143822 - | 2003 WC142               | 21 novembre 2003 | LINEAR     |
| 143823 - | 2003 WU142               | 21 novembre 2003 | LINEAR     |
| 143824 - | 2003 WX145               | 21 novembre 2003 | LINEAR     |
| 143825 - | 2003 WK147               | 23 novembre 2003 | Spacewatch |
| 143826 - | 2003 WH148               | 24 novembre 2003 | LONEOS     |
| 143827 - | 2003 WM150               | 24 novembre 2003 | LONEOS     |
| 143828 - | 2003 WP150               | 24 novembre 2003 | LONEOS     |
| 143829 - | 2003 WP151               | 19 novembre 2003 | LINEAR     |
| 143830 - | 2003 WV152               | 26 novembre 2003 | LINEAR     |
| 143831 - | 2003 WH157               | 30 novembre 2003 | LINEAR     |
| 143832 - | 2003 WQ159               | 29 novembre 2003 | CSS        |
| 143833 - | 2003 WB161               | 30 novembre 2003 | Spacewatch |
| 143834 - | 2003 WV167               | 19 novembre 2003 | NEAT       |
| 143835 - | 2003 WG181               | 20 novembre 2003 | LINEAR     |
| 143836 - | 2003 XL1                 | 1 dicembre 2003  | Spacewatch |
| 143837 - | 2003 XO7                 | 1 dicembre 2003  | LINEAR     |
| 143838 - | 2003 XT7                 | 3 dicembre 2003  | LINEAR     |
| 143839 - | 2003 XL16                | 14 dicembre 2003 | NEAT       |
| 143840 - | 2003 XA18                | 14 dicembre 2003 | Spacewatch |
| 143841 - | 2003 XN20                | 14 dicembre 2003 | Spacewatch |
| 143842 - | 2003 XY24                | 1 dicembre 2003  | LINEAR     |
| 143843 - | 2003 XG36                | 3 dicembre 2003  | LINEAR     |
| 143844 - | 2003 XW37                | 4 dicembre 2003  | LINEAR     |
| 143845 - | 2003 XT38                | 4 dicembre 2003  | LINEAR     |
| 143846 - | 2003 YA3                 | 16 dicembre 2003 | LONEOS     |
| 143847 - | 2003 YO4                 | 17 dicembre 2003 | Spacewatch |
| 143848 - | 2003 YZ5                 | 16 dicembre 2003 | LONEOS     |
| 143849 - | 2003 YG6                 | 17 dicembre 2003 | LINEAR     |
| 143850 - | 2003 YV6                 | 17 dicembre 2003 | LINEAR     |
| 143851 - | 2003 YK7                 | 17 dicembre 2003 | NEAT       |
| 143852 - | 2003 YR7                 | 20 dicembre 2003 | R. Clingan |
| 143853 - | 2003 YX7                 | 20 dicembre 2003 | LINEAR     |
| 143854 - | 2003 YT8                 | 19 dicembre 2003 | LINEAR     |
| 143855 - | 2003 YC9                 | 20 dicembre 2003 | LINEAR     |
| 143856 - | 2003 YN10                | 17 dicembre 2003 | LINEAR     |
| 143857 - | 2003 YU11                | 17 dicembre 2003 | LINEAR     |
| 143858 - | 2003 YH12                | 17 dicembre 2003 | LINEAR     |
| 143859 - | 2003 YD13                | 17 dicembre 2003 | LONEOS     |
| 143860 - | 2003 YL13                | 17 dicembre 2003 | LONEOS     |
| 143861 - | 2003 YP13                | 17 dicembre 2003 | CSS        |
| 143862 - | 2003 YW13                | 17 dicembre 2003 | CSS        |
| 143863 - | 2003 YC15                | 17 dicembre 2003 | LINEAR     |
| 143864 - | 2003 YN15                | 17 dicembre 2003 | LINEAR     |
| 143865 - | 2003 YG16                | 17 dicembre 2003 | LONEOS     |
| 143866 - | 2003 YH16                | 17 dicembre 2003 | LONEOS     |
| 143867 - | 2003 YZ16                | 17 dicembre 2003 | NEAT       |
| 143868 - | 2003 YA18                | 16 dicembre 2003 | LONEOS     |
| 143869 - | 2003 YM20                | 17 dicembre 2003 | Spacewatch |
| 143870 - | 2003 YO22                | 18 dicembre 2003 | LINEAR     |
| 143871 - | 2003 YK23                | 17 dicembre 2003 | LINEAR     |
| 143872 - | 2003 YU23                | 17 dicembre 2003 | LONEOS     |
| 143873 - | 2003 YC24                | 17 dicembre 2003 | LINEAR     |
| 143874 - | 2003 YO24                | 17 dicembre 2003 | Spacewatch |
| 143875 - | 2003 YR24                | 17 dicembre 2003 | Spacewatch |
| 143876 - | 2003 YE26                | 18 dicembre 2003 | LINEAR     |
| 143877 - | 2003 YF26                | 18 dicembre 2003 | LINEAR     |
| 143878 - | 2003 YG27                | 16 dicembre 2003 | Črni Vrh   |
| 143879 - | 2003 YV27                | 17 dicembre 2003 | LINEAR     |
| 143880 - | 2003 YZ28                | 17 dicembre 2003 | NEAT       |
| 143881 - | 2003 YO29                | 17 dicembre 2003 | Spacewatch |
| 143882 - | 2003 YP29                | 17 dicembre 2003 | Spacewatch |
| 143883 - | 2003 YB32                | 18 dicembre 2003 | Spacewatch |
| 143884 - | 2003 YD34                | 17 dicembre 2003 | Spacewatch |
| 143885 - | 2003 YW34                | 18 dicembre 2003 | LINEAR     |
| 143886 - | 2003 YE35                | 18 dicembre 2003 | NEAT       |
| 143887 - | 2003 YJ36                | 18 dicembre 2003 | LINEAR     |
| 143888 - | 2003 YL40                | 19 dicembre 2003 | Spacewatch |
| 143889 - | 2003 YR40                | 19 dicembre 2003 | Spacewatch |
| 143890 - | 2003 YE43                | 19 dicembre 2003 | Spacewatch |
| 143891 - | 2003 YP43                | 19 dicembre 2003 | LINEAR     |
| 143892 - | 2003 YU43                | 19 dicembre 2003 | LINEAR     |
| 143893 - | 2003 YS44                | 19 dicembre 2003 | Spacewatch |
| 143894 - | 2003 YT45                | 17 dicembre 2003 | LINEAR     |
| 143895 - | 2003 YY50                | 18 dicembre 2003 | LINEAR     |
| 143896 - | 2003 YN55                | 19 dicembre 2003 | LINEAR     |
| 143897 - | 2003 YV55                | 19 dicembre 2003 | LINEAR     |
| 143898 - | 2003 YG56                | 19 dicembre 2003 | LINEAR     |
| 143899 - | 2003 YK56                | 19 dicembre 2003 | LINEAR     |
| 143900 - | 2003 YJ58                | 19 dicembre 2003 | LINEAR     |

## 143901-144000
| Nome     | Designazione provvisoria | Data di scoperta | Scopritore |
| -------- | ------------------------ | ---------------- | ---------- |
| 143901 - | 2003 YR60                | 19 dicembre 2003 | Spacewatch |
| 143902 - | 2003 YR61                | 19 dicembre 2003 | LINEAR     |
| 143903 - | 2003 YZ61                | 19 dicembre 2003 | LINEAR     |
| 143904 - | 2003 YM62                | 19 dicembre 2003 | LINEAR     |
| 143905 - | 2003 YS62                | 19 dicembre 2003 | LINEAR     |
| 143906 - | 2003 YW62                | 19 dicembre 2003 | LINEAR     |
| 143907 - | 2003 YV63                | 19 dicembre 2003 | LINEAR     |
| 143908 - | 2003 YR65                | 19 dicembre 2003 | LINEAR     |
| 143909 - | 2003 YS66                | 20 dicembre 2003 | LINEAR     |
| 143910 - | 2003 YD69                | 20 dicembre 2003 | LINEAR     |
| 143911 - | 2003 YJ69                | 20 dicembre 2003 | LINEAR     |
| 143912 - | 2003 YN70                | 19 dicembre 2003 | LINEAR     |
| 143913 - | 2003 YF74                | 18 dicembre 2003 | LINEAR     |
| 143914 - | 2003 YA75                | 18 dicembre 2003 | LINEAR     |
| 143915 - | 2003 YC79                | 18 dicembre 2003 | LINEAR     |
| 143916 - | 2003 YE79                | 18 dicembre 2003 | LINEAR     |
| 143917 - | 2003 YN79                | 18 dicembre 2003 | LINEAR     |
| 143918 - | 2003 YP79                | 18 dicembre 2003 | LINEAR     |
| 143919 - | 2003 YW80                | 18 dicembre 2003 | LINEAR     |
| 143920 - | 2003 YF82                | 18 dicembre 2003 | LINEAR     |
| 143921 - | 2003 YW85                | 19 dicembre 2003 | LINEAR     |
| 143922 - | 2003 YU87                | 19 dicembre 2003 | LINEAR     |
| 143923 - | 2003 YE89                | 19 dicembre 2003 | LINEAR     |
| 143924 - | 2003 YH89                | 19 dicembre 2003 | LINEAR     |
| 143925 - | 2003 YO89                | 19 dicembre 2003 | LINEAR     |
| 143926 - | 2003 YX89                | 19 dicembre 2003 | Spacewatch |
| 143927 - | 2003 YE90                | 19 dicembre 2003 | Spacewatch |
| 143928 - | 2003 YU90                | 20 dicembre 2003 | LINEAR     |
| 143929 - | 2003 YP91                | 20 dicembre 2003 | LINEAR     |
| 143930 - | 2003 YP98                | 19 dicembre 2003 | Spacewatch |
| 143931 - | 2003 YD102               | 19 dicembre 2003 | LINEAR     |
| 143932 - | 2003 YF102               | 19 dicembre 2003 | LINEAR     |
| 143933 - | 2003 YC104               | 21 dicembre 2003 | LINEAR     |
| 143934 - | 2003 YD105               | 21 dicembre 2003 | LINEAR     |
| 143935 - | 2003 YE105               | 22 dicembre 2003 | LINEAR     |
| 143936 - | 2003 YR105               | 22 dicembre 2003 | LINEAR     |
| 143937 - | 2003 YK106               | 22 dicembre 2003 | LINEAR     |
| 143938 - | 2003 YV106               | 22 dicembre 2003 | CSS        |
| 143939 - | 2003 YC107               | 22 dicembre 2003 | Spacewatch |
| 143940 - | 2003 YW113               | 24 dicembre 2003 | LINEAR     |
| 143941 - | 2003 YE115               | 27 dicembre 2003 | LINEAR     |
| 143942 - | 2003 YF115               | 27 dicembre 2003 | LINEAR     |
| 143943 - | 2003 YH115               | 27 dicembre 2003 | LINEAR     |
| 143944 - | 2003 YP115               | 27 dicembre 2003 | LINEAR     |
| 143945 - | 2003 YZ115               | 27 dicembre 2003 | LINEAR     |
| 143946 - | 2003 YB117               | 27 dicembre 2003 | LINEAR     |
| 143947 - | 2003 YQ117               | 26 dicembre 2003 | NEAT       |
| 143948 - | 2003 YJ118               | 23 dicembre 2003 | LINEAR     |
| 143949 - | 2003 YO119               | 27 dicembre 2003 | LINEAR     |
| 143950 - | 2003 YR120               | 27 dicembre 2003 | LINEAR     |
| 143951 - | 2003 YC121               | 27 dicembre 2003 | LINEAR     |
| 143952 - | 2003 YL121               | 28 dicembre 2003 | LINEAR     |
| 143953 - | 2003 YL122               | 27 dicembre 2003 | Spacewatch |
| 143954 - | 2003 YY122               | 27 dicembre 2003 | LINEAR     |
| 143955 - | 2003 YC123               | 27 dicembre 2003 | LINEAR     |
| 143956 - | 2003 YL123               | 27 dicembre 2003 | NEAT       |
| 143957 - | 2003 YB125               | 27 dicembre 2003 | LINEAR     |
| 143958 - | 2003 YD126               | 27 dicembre 2003 | LINEAR     |
| 143959 - | 2003 YG126               | 27 dicembre 2003 | LINEAR     |
| 143960 - | 2003 YX126               | 27 dicembre 2003 | LINEAR     |
| 143961 - | 2003 YU128               | 27 dicembre 2003 | LINEAR     |
| 143962 - | 2003 YT129               | 27 dicembre 2003 | LINEAR     |
| 143963 - | 2003 YA130               | 27 dicembre 2003 | LINEAR     |
| 143964 - | 2003 YD130               | 27 dicembre 2003 | LINEAR     |
| 143965 - | 2003 YC133               | 28 dicembre 2003 | LINEAR     |
| 143966 - | 2003 YE133               | 28 dicembre 2003 | LINEAR     |
| 143967 - | 2003 YR134               | 28 dicembre 2003 | LINEAR     |
| 143968 - | 2003 YN136               | 17 dicembre 2003 | Spacewatch |
| 143969 - | 2003 YS136               | 18 dicembre 2003 | NEAT       |
| 143970 - | 2003 YJ138               | 27 dicembre 2003 | LINEAR     |
| 143971 - | 2003 YV138               | 27 dicembre 2003 | LINEAR     |
| 143972 - | 2003 YK142               | 28 dicembre 2003 | LINEAR     |
| 143973 - | 2003 YP142               | 28 dicembre 2003 | Spacewatch |
| 143974 - | 2003 YA143               | 28 dicembre 2003 | LINEAR     |
| 143975 - | 2003 YP143               | 28 dicembre 2003 | LINEAR     |
| 143976 - | 2003 YG144               | 28 dicembre 2003 | LINEAR     |
| 143977 - | 2003 YM145               | 28 dicembre 2003 | LINEAR     |
| 143978 - | 2003 YS145               | 28 dicembre 2003 | LINEAR     |
| 143979 - | 2003 YF146               | 28 dicembre 2003 | LINEAR     |
| 143980 - | 2003 YT148               | 29 dicembre 2003 | LINEAR     |
| 143981 - | 2003 YH150               | 29 dicembre 2003 | LINEAR     |
| 143982 - | 2003 YK150               | 29 dicembre 2003 | LONEOS     |
| 143983 - | 2003 YE152               | 29 dicembre 2003 | LINEAR     |
| 143984 - | 2003 YZ152               | 29 dicembre 2003 | CSS        |
| 143985 - | 2003 YT153               | 29 dicembre 2003 | CSS        |
| 143986 - | 2003 YB154               | 29 dicembre 2003 | CSS        |
| 143987 - | 2003 YS154               | 29 dicembre 2003 | LINEAR     |
| 143988 - | 2003 YT154               | 29 dicembre 2003 | LINEAR     |
| 143989 - | 2003 YY158               | 17 dicembre 2003 | LINEAR     |
| 143990 - | 2003 YN175               | 19 dicembre 2003 | Spacewatch |
| 143991 - | 2003 YO179               | 17 dicembre 2003 | Mauna Kea  |
| 143992 - | 2004 AF                  | 5 gennaio 2004   | LINEAR     |
| 143993 - | 2004 AG2                 | 13 gennaio 2004  | LONEOS     |
| 143994 - | 2004 AU2                 | 13 gennaio 2004  | LONEOS     |
| 143995 - | 2004 AJ3                 | 13 gennaio 2004  | LONEOS     |
| 143996 - | 2004 AN3                 | 13 gennaio 2004  | LONEOS     |
| 143997 - | 2004 AU3                 | 13 gennaio 2004  | LONEOS     |
| 143998 - | 2004 AQ4                 | 12 gennaio 2004  | NEAT       |
| 143999 - | 2004 AR4                 | 12 gennaio 2004  | NEAT       |
| 144000 - | 2004 AV4                 | 12 gennaio 2004  | NEAT       |